# LyricWiki

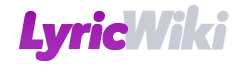
LyricWiki Textlogo

LyricWiki (von April 2014 bis Oktober 2017 LyricWikia) war ein MediaWiki-basiertes, englischsprachiges Wiki für Liedtexte (engl.: lyrics).
Die Seite war seit April 2006 am Netz und gehörte mit über 2.050.000 Inhaltsseiten, davon etwa 1.701.000 Liedtexte, zu den größten MediaWikis des Internets. Seit September 2009 war LyricWiki aus lizenzrechtlichen Gründen in das Projekt Fandom (damals Wikia) eingebunden.

## Inhalte und Aufbau
LyricWiki verstand sich als eine frei editierbare Datenbank, mit dem Ziel, die Texte von möglichst vielen Liedern zu sammeln und diese zum kostenlosen Abruf mit einem Webbrowser bereitzustellen. Dabei spielten für die Aufnahme in die Datenbank weder Inhalt, Sprache, Bekanntheitsgrad noch Aktualität der Lieder eine Rolle, sodass neben den global erfolgreichen Künstlern auch die Lieder von nur regional bekannten Gruppen und Künstlern aufgenommen wurden. Sekundär wurde auch die Anlage und Pflege von Diskografien zu den Künstlern angestrebt. Dazu wurden die Lieder den jeweiligen Alben und Künstlern zugeordnet. Die meisten Seiten stellten zusätzlich Informationen wie etwa Musiklabel, Genres oder Hinweisen auf offizielle Auszeichnungen bereit. Außerdem befanden sich Links zu anderen Datenbanken wie MusicBrainz und Discogs oder Onlineshops wie Amazon und dem iTunes Store auf nahezu jeder Seite. LyricWiki hostete auch Übersetzungen und Transkriptionen einiger Liedtexte; diese machten aber einen weitaus geringeren Anteil an Inhaltsseiten als die regulären Liedtexte aus.
Zur Realisierung wurde eine MediaWiki-Software verwendet, die es den Besuchern ermöglichte, sich auch ohne Registrierung am Aufbau der Seite zu beteiligen. Über eine SOAP-Schnittstelle konnte zunächst mit externen Programmen direkt auf die Datenbank zugegriffen und diese manipuliert werden. Programme wie Winamp, Amarok, Windows Media Player, musikCube, foobar2000 unterstützen das Abrufen von Liedtexten zum gespielten Musikstück entweder von Haus aus oder per nachinstallierbarem Zusatzmodul. 2009 musste diese Art von Zugriff auf die Liedtexte der Datenbank jedoch wieder entfernt werden.

## Geschichte

### Gründung
LyricWiki wurde als „LyricWiki.org“ im April 2006 vom damaligen RIT-Studenten Sean Colombo gegründet. In seiner Begründung heißt es, er habe die aufdringlichen Werbeeinblendungen anderer Lyricseiten satt gehabt; des Weiteren sei er auf der Suche nach einer zuverlässigen Quelle für Liedtexte gewesen. Als er keine passende Seite finden konnte, gründete er kurzerhand LyricWiki.org.

### Anfangszeit
Bereits kurz nach der Gründung gewann die Seite den DreamHost Site of the Month award for April 2006. Dies verhalf ihr gleich zu Beginn zu einem sprunghaften Anstieg der Besucherzahlen.
Ein Großteil der Seiten wurde von einem Searchbot namens „ÜberBot“ von anderen Webseiten zusammenkopiert. So wurden allein am 14. April 2006, dem letzten Tag der ersten Einfüge-Periode, über 26.000 Seiten mit Liedtexten erstellt. Diese sollten als schnell zusammengestellte Datenbank die Basis für das Projekt bilden.

### Klage und Umzug
LyricWiki.org war seit der Gründung 2006 ein unabhängiges Projekt, bis im August 2009 von der National Music Publishers Association, kurz NMPA, eine Klage über mehrere Millionen US-Dollar Schadenersatz wegen Urheberrechtsverletzung eingereicht wurde. Dabei war die 2005 ebenfalls von Colombo gegründete Motive Force LLC, der LyricWiki.org gehörte, nur eines von vielen verklagten Unternehmen; auch gegen Colombo selbst reichte die NMPA eine Klage auf Schadensersatz in Millionenhöhe ein. Um sich vor einem Totalverlust aller gesammelten Inhalte zu schützen, wurde die Seite noch im September 2009 in das Wikia-Projekt integriert und hieß fortan nur noch LyricWiki. Wikia besaß einen Vertrag mit Gracenote, durch den alle verfügbaren Songtexte auf LyricWiki lizenziert waren. Dementsprechend waren Liedtexte nicht lizenzierter Songs auf LyricWiki seitdem nicht mehr verfügbar. Weiterhin musste jeglicher programmatische Zugang zu Liedtexten der Datenbank unterbunden werden, was am 3. August 2009 geschah, weshalb die SOAP-Schnittstelle seitdem vor allem für die Anbindung an Media Player zur Anzeige der Liedtexte weniger interessant geworden ist.

### Rückzug des Gründers
Im September 2012 verkündete Colombo seinen Rückzug aus nahezu allen Angelegenheiten rund um LyricWiki. In der Bekanntmachung hieß es, er wolle sich ganzheitlich auf sein neues Projekt konzentrieren, eine bereits 2011 gegründete Software-Firma für Xbox-Spiele.

### Umbenennung in LyricWikia
Ab April 2014 hieß LyricWiki offiziell LyricWikia. Als Begründung für die Umbenennung wurde eine Vereinheitlichung der Nomenklatur von Wikia-Wikis (kurz: Wikias) angegeben. Die Seite gestaltete sich seitdem in einem violetten Farbton. Zeitgleich mit der Umbenennung wurde die App Lyrically veröffentlicht, mit der der Zugriff auf die Liedtexte per Smartphone möglich war.
Im Oktober 2017 wurde die Website wieder zurück in „LyricWiki“ umbenannt. Das violette Farbschema, das im April 2014 eingeführt wurde, blieb jedoch weiterhin erhalten.

### Situation bis 2019
Mit einer Summe von rund 1.925.000 Inhaltsseiten war LyricWiki Anfang Mai 2018 auf Platz 15 der größten MediaWikis der Welt und umfasste eine Gesamtzahl von über 1.701.000 Liedtexten, fast 170.000 Alben und ca. 81.400 Künstlern. Die Anzahl der nicht lizenzierten und daher nicht verfügbaren Liedtexte betrug rund 490 Lieder. Über die API standen jeweils etwa die ersten zehn Prozent eines vorhandenen Liedtextes zur Verfügung, um die Übereinstimmung von gesuchtem und gefundenem Lied feststellen zu können. Die Anzeige der gesamten Website wie in einem Webbrowser war hingegen ausdrücklich erlaubt, ebenso der Zugriff über die Wikia-eigene App Lyrically, die jedoch nur die offiziellen Versionen der Liedtexte anzeigte, nicht die von der Community eingestellten.

### Zensur
Nach Verschärfung der Nutzungsbedingungen wurde ab 2017 versucht, Albumcovers und Texte zu zensieren oder zu löschen, die dagegen verstießen. Dabei ging es zunächst um Inhalte, die „Nacktheit“ darstellten oder „übermäßig sexuell“ seien. In der Begründung hieß es, dass Fandom eine „familien-freundliche Seite“ sein wolle, und dass manche Werbeanzeigen mit Bedingungen verbunden seien, neben welcher Art von Inhalten sie angezeigt werden dürfen. Aus diesem Grund könne man derartige Inhalte nicht bereitstellen. Nach einer Diskussion mit den Administratoren des Wikis einigte man sich darauf, Albumcover als Kunstwerke anzusehen und somit bloße Nacktheit zu tolerieren, und bei sexuellen Bildern auf zensierte (beispielsweise verpixelte) Versionen zurückzugreifen.
Darüber hinaus wurden im späteren Verlauf auch Liedtitel und -texte zensiert und gelöscht, welche als rassistisch geltende Wörter enthielten. In der Folge kam es zu Diskussionen zwischen Mitarbeitern von Fandom und LyricWiki. Letztere verwiesen darauf, dass die bereitgestellten Inhalte lediglich dokumentierten, was die Realität sei (ähnlich einem Zitat), und dass eine Zensur oder selektive Aufnahme von Inhalten dem gemeinschaftlichen Ziel einer vollumfänglichen Sammlung entgegenstünden. Sie kritisierten außerdem die schwammige Formulierung in den Richtlinien, und klagten über Schwierigkeiten die Anforderungen umzusetzen, da es keine objektiven Richtlinien gab, ob fragliche Inhalte tolerierbar oder „zu explizit“ und somit unzulässig seien. Nachdem einige von Fandom-Mitarbeitern gelöschte Inhalte wiederholt von verschiedenen LyricWiki-Nutzern neu eingestellt wurden – teilweise aus Unwissenheit, teilweise aufgrund von unterschiedlicher Auslegung der Richtlinien – deaktivierte Fandom im April 2019 die Bearbeitungsfunktion des Wikis vollständig, um das erneute Hinzufügen solchen Materials zu verhindern. In der Bekanntgabe dieser Entscheidung hieß es weiterhin, dass LyricWiki somit kein Wiki mehr sei, aber als Liedtext-Sammlung weiterhin nutzbar sei.

### Abschaltung
Am 21. September 2020 wurde LyricWiki durch Fandom vollständig vom Netz genommen. Als Gründe dafür wurden die über die Jahre stetig gestiegenen Kosten für die Lizenzierung von Liedtexten sowie die weiterhin bestehende Problematik der von Fandom als unangebracht angesehenen Worte und Themen mancher Inhalte genannt. Die 2019 deswegen verhängte Bearbeitungssperre sei eine schlechte Langzeitlösung, da Bearbeitungen wichtig für Gesundheit und Wachstum einer Wiki-Gemeinschaft seien. Die endgültige Entscheidung wurde mit Blick auf ein geplantes Versionsupdate der zugrundeliegenden MediaWiki-Software getroffen. LyricWiki hatte zahlreiche individuelle Anpassungen an ihrer Installation der Software vorgenommen. Eine Neuentwicklung dieser Altsysteme für ein einzelnes Wiki erschien Fandom nicht wirtschaftlich. Ein Inhaltsdump konnte wegen der komplizierten rechtlichen Lage nicht zur Verfügung gestellt werden.

## Trivia
- Die 1.000.000ste Inhaltsseite wurde kurz nach dem Umzug am 13. November 2009 erstellt.[19] Damit erreichte LyricWiki diesen Meilenstein über einen Monat eher als die deutschsprachige Wikipedia.[20]
- Trotz seiner immensen Größe wurde LyricWiki seit seiner Gründung von nur 28 verschiedenen Administratoren betreut, von denen zuletzt 7 aktiv waren.[21]